# Нехворощанський монастир Успіння Пресвятої Богородиці

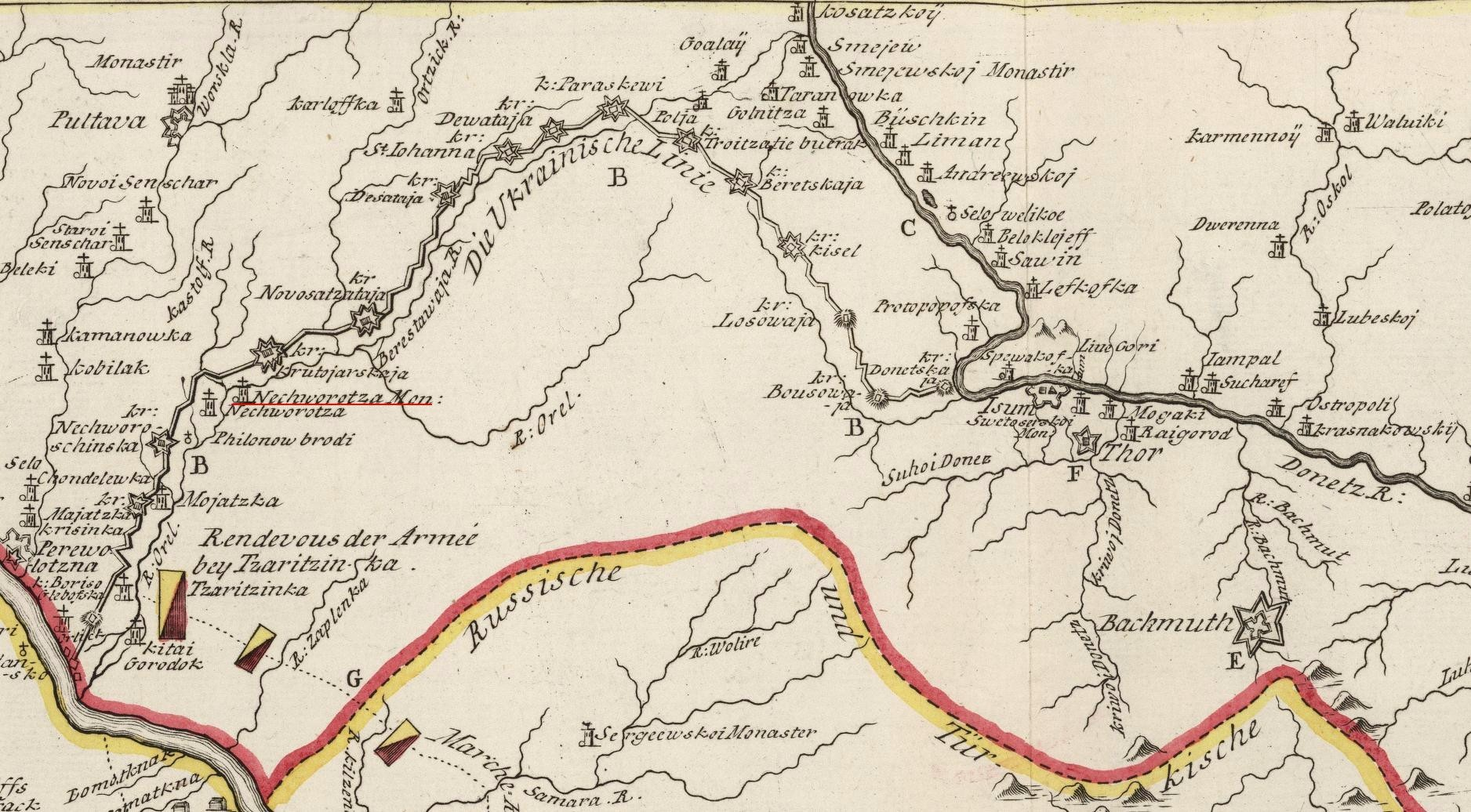
Нехворощанський монастир, мапа, 1745

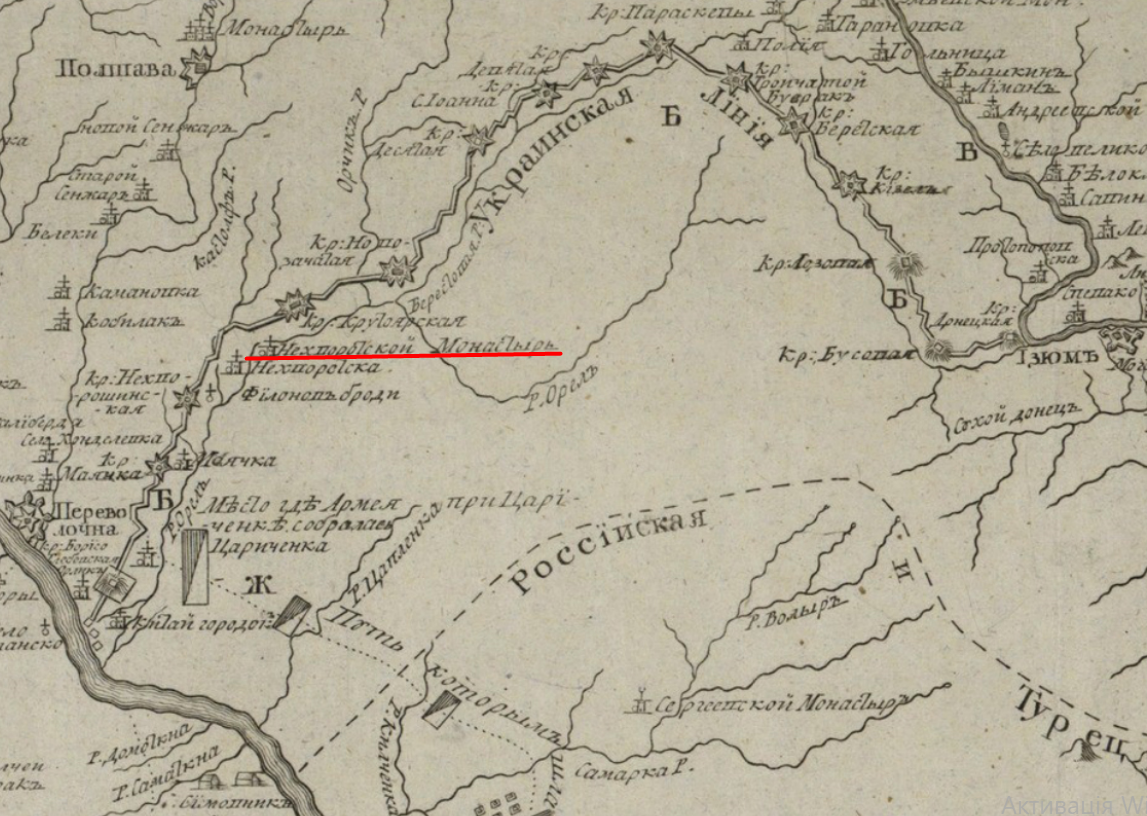
Нехворощанський монастир на мапі 1736 року

Нехворощанський монастир Успіння Пресвятої Богородиці, Нехворощанський Успенський Заорільський монастир, Нехворощанський монастир Запорозької Січі — чоловічий монастир, що існував від 1670-х років до 1799 року поблизу Нехворощі на землях Вольностей Війська Запорозького.

## Історія існування
Монастир заснований водночас із містечком Нехворощею, що його заснували втікачі із Поділля. Розташовувався на лівому березі Орелі на землях Орільської паланки Вольностей Війська Запорозького Низового, підлягав юрисдикції січового храму Покрови Пресвятої Богородиці. З цих причин називався також «Військовим» та «Заорільським».
Наприкінці XVII ст. був зруйнований під час нападу татар. Соборний Успенський храм згорів, після чого існувала лише невелика каплиця.
Монастир був відновлений 1714 року. Через деякий час до монастиря було перенесено Миколаївську церкву з одного з островів біля Царичанки. Пізніше було збудовано нову тризрубну однобанну Успенську церкву, а також келії для монахів.
Монастирем опікувався Кіш Війська Запорозького, ченцями ставали відставні козаки-запорожці. Монастир вважався військовим і мав повинності на користь Війська Запорозького. У монастирі були шпиталь, козацький цвинтар, на якому був похований кошовий отаман 1747 року Павло Козелецький .
Під час спорудження Української оборонної лінії за 1734—1739 роки монастир був оточений фортифікаційними спорудами.
Від 1780 року у монастирі знаходилося Катеринославське духовне управління.
Ліквідований 1799 року.
Ігуменами були: Феодосій (Нестерович) (?—?), Петро (1765—1768), Ігнатій (Макстимович) (1768—1775), Іларіон (1775—1776), Лукіан (1777—1783).
До нинішнього часу збереглися земляні вали та кладовище, останні поховання на якому датовані 1942 роком.